# Viktor Arh
Viktor Arh, slovenski inženir gozdarstva, lenoindustrijski stokovnjak,  * 21. december 1932, Spodnji Otok, † 6. februar 2011, Nova Gorica.
Diplomiral je 1959 na lesnoindustrijskem oddelku kmetijsko-gozdarske fakultete zagrebške univerze in 1982 opravil magisterij iz ekonomike lesarstva na ljubljanski Biotehniški fakulteti. Leta 1960 se je zaposlil v razvojnem oddelku podjetja Meblo v Novi Gorici in prav tam postal 1973 pomočnik generalnega direktorja.